# Jingpo Lacus
Jingpo Lacus este un lac din regiunea polară nordică a Titanului,  cea mai mare lună a planetei Saturn. Acesta și Ontario Lacus care este de dimensiuni similare  sunt cele mai mari corpuri lichide cunoscute pe Titan după cele trei lacuri (Kraken Mare, Ligeia Mare și Punga Mare).  Este compus din hidrocarburi lichide (în principal metan și etan). Este la vest de Kraken Mare la 73 ° N, 336 ° V, aproximativ 240 km (150 mi) lungime,   similară cu lungimea lacului Onega de pe Pământ. Numele său este Lacul Jingpo,  un lac din China.

## Reflecție speculară
Pe data de 8 iulie 2009, sonda Cassni M-Huygens a observat o reflexie în 5 µm de lumină infraroşie pe Jingpo Lacus la 71 ° N, 337 ° W. (Aceasta a fost uneori descrisă mai puțin exact ca la țărmul sudic al Kraken Mare. ) Reflecțiile speculare indică o suprafață netedă, asemănătoare unei oglinzi, astfel încât observația a confirmat  prezența unui corp lichid mare. Observația a fost făcută la scurt timp după ce regiunea polară din nord a ieșit din întunericul iernii care a durat 15 ani. 

## Galerie

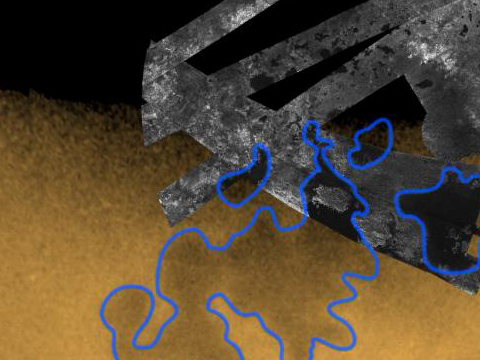
Imagine radar cu diafragmă sintetică (sus) suprapusă pe o imagine vizibilă / infraroșie a regiunii polare nordice a lui Titan, arătând Jingpo Lacus (în centru) și alte corpuri lichide (Kraken Mare în partea de jos, Ligeia Mare în dreapta și Punga Mare) conturate în albastru.
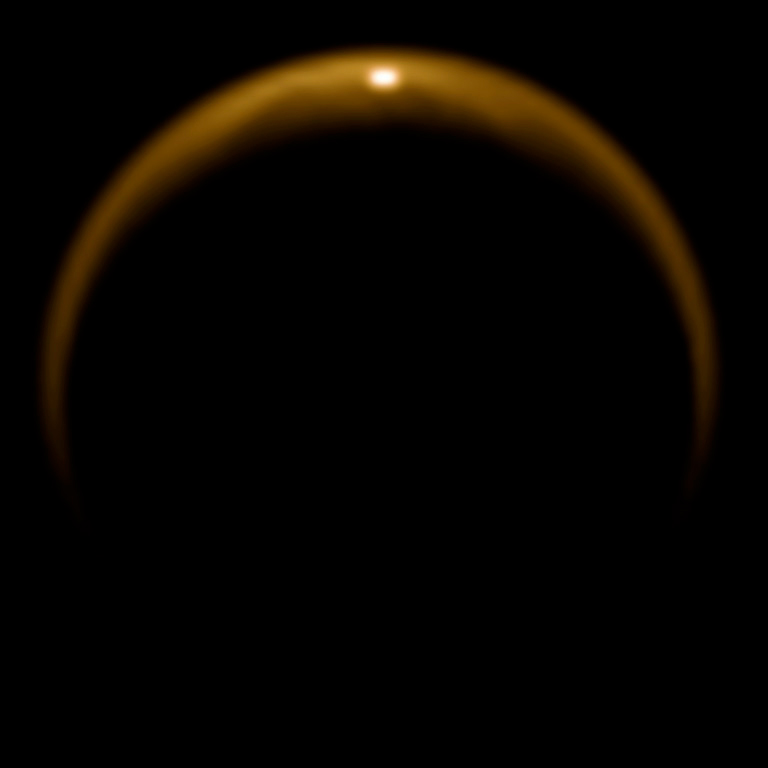
Reflecție speculară de pe Jingpo Lacus, observată de sonda Cassini pe data de 8 iulie 2009.